# Vincent Marquis
Vincent Marquis (ur. 15 kwietnia 1984 w Quebecu) – kanadyjski narciarz dowolny. Jego największym sukcesem jest brązowy medal w jeździe po muldach wywalczony podczas mistrzostw świata w Inawashiro. Na tych samych mistrzostwach był czwarty w jeździe po muldach podwójnych. Zajął także czwarte miejsce w jeździe po muldach na igrzyskach olimpijskich w Vancouver.
Najlepsze wyniki w Pucharze Świata osiągnął w sezonie 2007/2008, kiedy to zajął 10. miejsce w klasyfikacji generalnej, a w klasyfikacji jazdy po muldach po muldach był trzeci. Trzecie miejsce w klasyfikacji jazdy po muldach uzyskał także w sezonie 2008/2009.

## Osiągnięcia

### Igrzyska olimpijskie
| Miejsce | Dzień     | Rok  | Miejscowość | Konkurencja      | Zwycięzca          |
| ------- | --------- | ---- | ----------- | ---------------- | ------------------ |
| 4.      | 14 lutego | 2010 | Vancouver   | Jazda po muldach | Alexandre Bilodeau |

### Mistrzostwa świata
| Miejsce | Dzień   | Rok  | Miejscowość | Konkurencja                 | Zwycięzca          |
| ------- | ------- | ---- | ----------- | --------------------------- | ------------------ |
| 3.      | 7 marca | 2009 | Inawashiro  | Jazda po muldach            | Patrick Deneen     |
| 4.      | 8 marca | 2009 | Inawashiro  | Jazda po muldach podwójnych | Alexandre Bilodeau |

### Puchar Świata

#### Miejsca w klasyfikacji generalnej
- sezon 2001/2002: 90.
- sezon 2003/2004: 146.
- sezon 2004/2005: 89.
- sezon 2006/2007: 24.
- sezon 2007/2008: 10.
- sezon 2008/2009: 11.
- sezon 2009/2010: 23.

#### Miejsca na podium
1. Deer Valley – 13 stycznia 2007 (Muldy podwójne) – 2. miejsce
2. Mont Gabriel – 26 stycznia 2008 (Jazda po muldach) – 3. miejsce
3. Deer Valley – 2 lutego 2008 (Jazda po muldach) – 1. miejsce
4. Åre – 8 marca 2008 (Muldy podwójne) – 3. miejsce
5. Valmalenco – 15 marca 2008 (Jazda po muldach) – 2. miejsce
6. Mont Gabriel – 24 stycznia 2009 (Jazda po muldach) – 1. miejsce
7. Åre – 13 lutego 2009 (Jazda po muldach) – 3. miejsce
8. Calgary – 8 stycznia 2010 (Jazda po muldach) – 2. miejsce

- W sumie 2 zwycięstwa, 3 drugie i 3 trzecie miejsca.